# Kris Bryant
Kristopher L. Bryant (ur. 4 stycznia 1992) – amerykański baseballista występujący na pozycji trzeciobazowego w San Francisco Giants.

## Przebieg kariery

### College
Bryant studiował na University of San Diego, gdzie w latach 2011–2013 grał w drużynie uniwersyteckiej San Diego Toreros. W 2012 został wybrany do First Team All-American przez magazyn Baseball America, a także powołany do uczelnianej baseballowej reprezentacji Stanów Zjednoczonych jako czwarty zawodnik w historii uczelni.  
W 2013 otrzymał nagrody Golden Spikes Award oraz Dick Howser Trophy dla najlepszego baseballisty w NCAA. Podczas trzech lat występów w NCAA uzyskał średnią 0,352, zdobył 54 home runy i zaliczył 155 RBI.

### Chicago Cubs
W czerwcu 2013 został wybrany w pierwszej rundzie draftu z numerem drugim przez Chicago Cubs i początkowo grał w klubach farmerskich tego zespołu, między innymi w Iowa Cubs, reprezentującym poziom Triple-A. W Major League Baseball zadebiutował 17 kwietnia 2015 w meczu przeciwko San Diego Padres. Dzień później w wygranym po jedenastu zmianach przez Cubs meczu z Padres 7–6, zaliczył dwa pierwsze uderzenia w MLB. 9 maja 2015 w spotkaniu z Milwaukee Brewers zdobył pierwszego home runa w MLB. W lipcu 2015 został po raz pierwszy w karierze powołany do NL All-Star Team. W sezonie 2015 zdobył 26 home runów, zaliczył 99 RBI (najwięcej spośród debiutantów) i otrzymał nagrodę NL Rookie of the Year Award.
27 czerwca 2016 w spotkaniu przeciwko Cincinnati Reds rozegranym na Great American Ball Park, został pierwszym baseballistą od 1913 roku, który zdobył trzy home runy i dwa double w jednym meczu. W sierpniu 2016 uzyskał średnią 0,383, zdobył 10 home runów, zaliczył 22 RBI i został wybrany najlepszym zawodnikiem miesiąca w National League. W tym samym roku wystąpił we wszystkich meczach World Series, w których Cubs pokonali Cleveland Indians 4–3 i zdobyli pierwszy od 108 lat tytuł mistrzowski. 17 listopada 2016 został wybrany po raz pierwszy w swojej karierze najbardziej wartościowym zawodnikiem sezonu 2016 w National League.

### San Francisco Giants
30 lipca 2021 został zawodnikiem San Francisco Giants.

## Nagrody i wyróżnienia
| Nagroda/wyróżnienie         | Lata                   | Źródło |
| MVP National League         | 2016                   | [ 15 ] |
| 4× All-Star                 | 2015, 2016, 2019, 2021 | [ 9 ]  |
| NL Rookie of the Year Award | 2015                   | [ 10 ] |
| Zwycięzca w World Series    | 2016                   | [ 13 ] |
| Hank Aaron Award            | 2016                   | [ 17 ] |